# Ōtomo no Tabito
Ōtomo no Tabito (大伴 旅人, 665 - 31 de agosto de 731) foi um poeta japonês, mais conhecido por ser o pai de Ōtomo no Yakamochi, que contribuiu para compilar o Man'yōshū ao lado de seu pai. Tabito foi contemporâneo de Kakinomoto no Hitomaro, mas não conseguiu fazer sucesso na Corte Imperial. 
Durante o período foi promovido a Dainagon e foi nomeado Shitōkan (四等官, Vice-rei de Dazaifu), a procuradoria militar no norte de Kyūshū, entre 728 e 730, Tabito organizou a celebração da flor da ameixa, promovendo a composição poética entre seus súbditos imitando a elegância do estilo chinês. Também mostrou sua educação chinesa em seus treze poemas tanka dedicado aos prazeres do Saquê.